# Coroico
Coroico ist eine Landstadt im Departamento La Paz im südamerikanischen Anden-Staat Bolivien.

## Lage im Nahraum
Coroico ist zentraler Ort des Municipios Coroico und Sitz der Verwaltung der Provinz Nor Yungas. Die Ortschaft liegt auf einer Höhe von 1751 m auf einem Bergsporn oberhalb des Tales des Río Coroico.

## Geographie
Coroico liegt im Übergangsbereich zwischen dem Altiplano und der Cordillera Real im Westen und den Ausläufern des Amazonas-Tieflandes im Osten. Das Klima der Region ist ein typisches Tageszeitenklima, bei dem die mittlere Temperaturschwankung im Tagesverlauf deutlicher ausfällt als im Verlauf der Jahreszeiten.
Der Jahresniederschlag hier in den subtropischen Yungas liegt bei 1100 mm (siehe Klimadiagramm Coroico) und weist eine deutliche Trockenzeit von Mai bis August und eine Regenzeit von Dezember bis Februar auf. Die Monatsdurchschnittstemperaturen schwanken nur unwesentlich zwischen 20 °C und 25 °C, tagsüber ist es sommerlich warm und nachts angenehm kühl.

## Verkehrsnetz
Coroico liegt in einer Entfernung von 87 Straßenkilometern nordöstlich von La Paz, der Hauptstadt des Departamentos.
Von La Paz aus führt die asphaltierte Nationalstraße Ruta 3 in nordöstlicher Richtung 52 Kilometer bis Cotapata. Direkt hinter Cotapata teilt sich die Straße, die asphaltierte und neu ausgebaute Strecke führt ins Tal des Río Coroico und über Santa Bárbara weitere 515 Kilometer bis nach Trinidad am Río Mamoré. Die nicht asphaltierte Schotterpiste hinter Cotapata, die Ruta de la muerte ("Straße des Todes"), die von der Ruta 3 nach Südosten hin abzweigt, führt auf direktem Weg nach Coroico, ist wegen ihrer Gefährlichkeit jedoch nicht zu empfehlen.

## Bevölkerung
Die Einwohnerzahl der Stadt ist in den vergangenen beiden Jahrzehnten um etwa ein Drittel angestiegen:
| Jahr | Einwohner | Quelle       |
| ---- | --------- | ------------ |
| 1992 | 1660      | Volkszählung |
| 2001 | 2197      | Volkszählung |
| 2012 | 2319      | Volkszählung |
| 2024 |           | Volkszählung |

## Stadtbild und Bedeutung
Die Ortschaft ist ein malerisch gelegenes touristisches Zentrum und weist zahlreiche Restaurants, Cafés und Beherbergungsbetriebe auf. Coroico ist der Sitz des römisch-katholischen Bistums Coroico.

## Wirtschaft
Seit Mitte der 1990er-Jahre hat sich eine wachsende Mittelschicht aus Handel- und Gewerbetreibenden entwickelt. Trinkwasser für Coroico jedoch muss wegen des maroden und schlecht ausgebauten Rohrleitungssystems mühsam in großen Kanistern auf dem Landweg aus La Paz herangeschafft werden.